# Cách mạng (thoại kịch)
Cách mạng là vở thoại kịch của tác giả Nguyễn Khải, ấn hành năm 1978.

## Lịch sử
Tác phẩm Cách mạng được tác giả Nguyễn Khải đặt bút từ năm 1976 đến 1977 thì xong. Thủ bản được gửi đến Nhà xuất bản Quân đội, do hầu hết nhân vật trong vở đều có nguyên mẫu, câu truyện, hành vi và lời ăn tiếng nói đều sát thực tế nên khi đệ trình lên ban kiểm duyệt thì gặp một số rủi ro. Tuy nhiên, đại tướng Chu Huy Mân bấy giờ là chủ nhiệm Tổng cục Chính trị khi xem đã nhận xét: "Vở này toàn nhân vật tiêu cực nhưng lại nói điều tích cực". Vì thế, sang năm 1978 thì Cách mạng được ấn loát.
Liền sau đó, đạo diễn Trần Phương đã xin dựng cho Đoàn kịch Điện ảnh, diễn được 60 suất và gây xôn xao dư luận một thời gian trước khi có lệnh cấm tái diễn. Mãi đến năm 2003, đạo diễn Trần Ngọc Giàu mới dựng lại cho chương trình Nhà hát Truyền hình (VTV) với các diễn viên Nhà hát Kịch thành phố Hồ Chí Minh. Năm 2007, kênh VTV2 lại phối hợp Nhà hát Kịch Hà Nội dựng lần nữa.

## Nội dung
Cốt kịch xoay quanh số phận 4 gia đình Sài Gòn sau sự kiện 30 tháng 04, cung cách ứng xử và quan điểm của từng nhân vật đối với cuộc đổi đời lớn lao này.

## Nhân vật
- Gia đình 1 - Bố, mẹ, Phượng, Ly: Ông bố vốn là nhà tư sản gốc Bắc, từng có quá khứ đóng góp gia sản lớn cho Việt Minh trong Tuần lễ Vàng, hiện sống cùng vợ lớn và hai con gái tại Sài Gòn. Họ ở trong tâm thế vừa mong vừa sợ đứa con trai bà vợ nhỏ từ Hà Nội theo đoàn quân Giải phóng vào đoàn tụ. Anh vừa là chiếc phao cứu sinh trong thời khắc lộn xộn này, vừa là đối tượng bị nghi kị trong gia đình vốn đã quen sống dưới chế độ cũ.
- Gia đình 2 - Đại và phu nhân: Cũng là thương gia, riêng ông chồng có thời kì ngắn tham gia Việt Minh năm 1945 rồi bỏ vì không chịu nổi gian khổ. Cả hai đón nhận sự kiện nóng hổi với tâm trạng sợ bị trả thù, cướp tài sản.
- Gia đình 3 - Biên: Cựu sĩ quan Bộ Tổng Tham mưu, có cái nhìn ưu thời mẫn thế, không chịu được cảnh ăn chơi trác táng của quan chức tướng lãnh trong lúc anh em chiến sĩ vị quốc vong thân. Anh quyết định đi học tập cải tạo để cảm nhận chế độ mới.
- Gia đình 4 - Hòa: Người đàn bà góa chồng, thường chỉ bầu bạn với bài bạc để giải khuây, coi khinh cả hai chế độ.

## Vinh danh
Giải thưởng Hồ Chí Minh về văn học - nghệ thuật năm 1992.